# Ducado do Báltico
O Ducado do Báltico ou Ducado Unido do Báltico (em alemão: Vereinigtes Baltisches Herzogtum), alternativamente "Grão-Ducado da Livônia", foi um Estado monárquico proposto após a conclusão do Tratado de Brest-Litovsk em 1918 pelos alemães do Báltico com o apoio do exército alemão de ocupação em território do antigo Império Russo que, no entanto. nunca veio a existir.
A tentativa frustrada de estabelecer um novo Estado fantoche alemão no território do que hoje é a Letônia e Estônia foi feita durante a ocupação alemã dos antigos governorados da Curlândia, Livônia e Estônia do Império Russo, que deixaram de existir após o golpe bolchevique em 1917. A proclamação malsucedida de um ducado pró-alemão foi feita pela primeira vez em abril de 1918, depois que a República da Estônia já havia declarado formalmente independência total dos impérios russo e alemão em guerra.
As idéias propostas para o novo estado incluíam a criação de um Ducado da Curlândia e Semigallia e um Ducado da Estônia e Livônia que estaria em união pessoal com o Reino da Prússia.